# Bekesbourne
Bekesbourne – wieś w Anglii, w hrabstwie Kent, w dystrykcie Canterbury. Leży 5 km na południowy wschód od miasta Canterbury i 93 km na wschód od centrum Londynu.
W 2001 miejscowość liczyła 868 mieszkańców.